# 웨스트게이트 라스베이거스

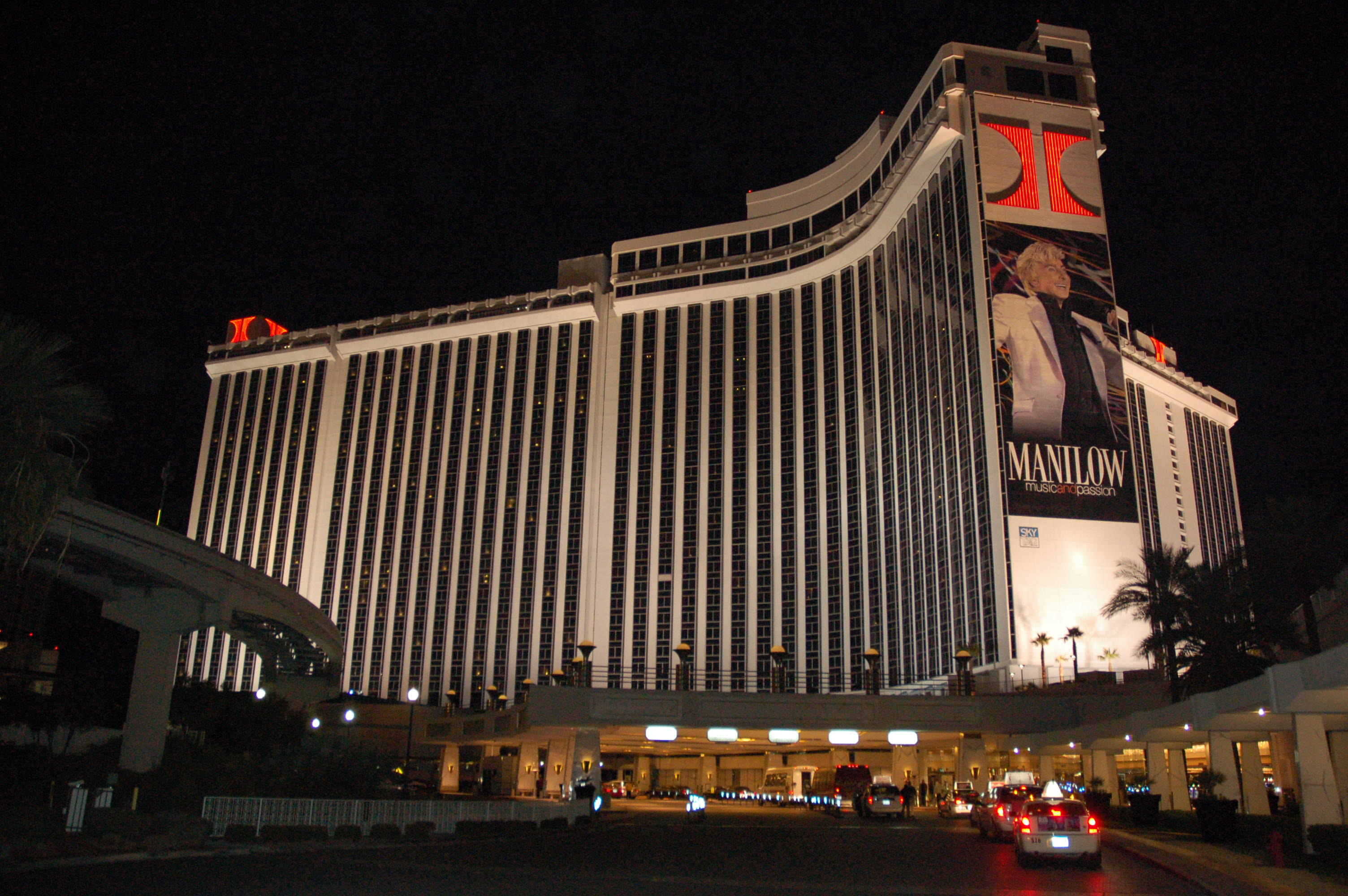
웨스트게이트 라스베이거스 리조트 & 카지노

웨스트게이트 라스베이거스 리조트 & 카지노(Westgate Las Vegas Resort & Casino)는 미국 네바다주 윈체스터에 위치한 카지노, 호텔이다.
엘비스 프레슬리가 1969년부터 1976년까지 총 636회의 공연을 했던 것으로 알려져 있으며, 2015년 기념 공간이 개장하였다.